# غبار اسطوخودوس
«غبار اسطوخودوس» (انگلیسی: Lavender Haze) ترانه‌ای از خواننده-ترانه‌سرای آمریکایی تیلور سوئیفت است که در دهمین آلبوم استودیویی او نیمه‌شب‌ها (۲۰۲۲) قرار دارد. این ترانه به‌دست سوئیفت، جک آنتونوف، جهان سویت، سنویو، زوئی کراویتز و سم دیو نوشته شد. بنا به گفتهٔ سوئیفت، عنوان «غبار اسطوخودوس» اصطلاحی متداول در دههٔ ۱۹۵۰ است که به حالت عاشق بودن اشاره دارد و از مجموعهٔ مد من الهام گرفته شده‌است. ریپابلیک رکوردز در ۲۹ نوامبر ۲۰۲۲ این ترانه را به‌عنوان دومین تک‌آهنگ آلبوم به رادیوی هیت معاصر ایالات متحده ارسال کرد.
این ترانه، قطعه‌ای سینث-پاپ و آراندبی با عناصر الکترو هیپ هاپ و دیسکو است که از سینث‌سایزرهای چندساختاری، ضرب‌آهنگ درام سینث خفیف، و آواز فالستتو در بند برگردان تشکیل شده‌است. اشعار آن الهام‌گرفته از پوشش موشکافانهٔ آنلاین و تبلوید پیرامون رابطهٔ سوئیفت و دوست‌پسرش جو آلوین است. پس از انتشار نیمه‌شب‌ها، این ترانه در رتبه دوم بیلبورد هات ۱۰۰ ایالات متحده قرار گرفت و تک‌آهنگ اصلی آلبوم، «ضدقهرمان» رتبه اول را داشت. این ترانه در ۱۵ کشور دیگر در میان ۱۰تای برتر جدول رسید. . این ترانه در استرالیا، کانادا و بریتانیا گواهی‌نامه کسب کرد.
موزیک ویدئوی «غبار اسطوخودوس» به نویسندگی و کارگردانی سوئیفت در ۲۷ ژانویه ۲۰۲۳ منتشر شد. این ویدئو به صورت بصری عناصر سایکدلیکی و سوررئالیستی را به کار می‌گیرد و در آن مدل و فعال ترنس لیث اشلی در نقش معشوقهٔ سوئیفت حضور دارد.

## پیش‌زمینه و نوشتن

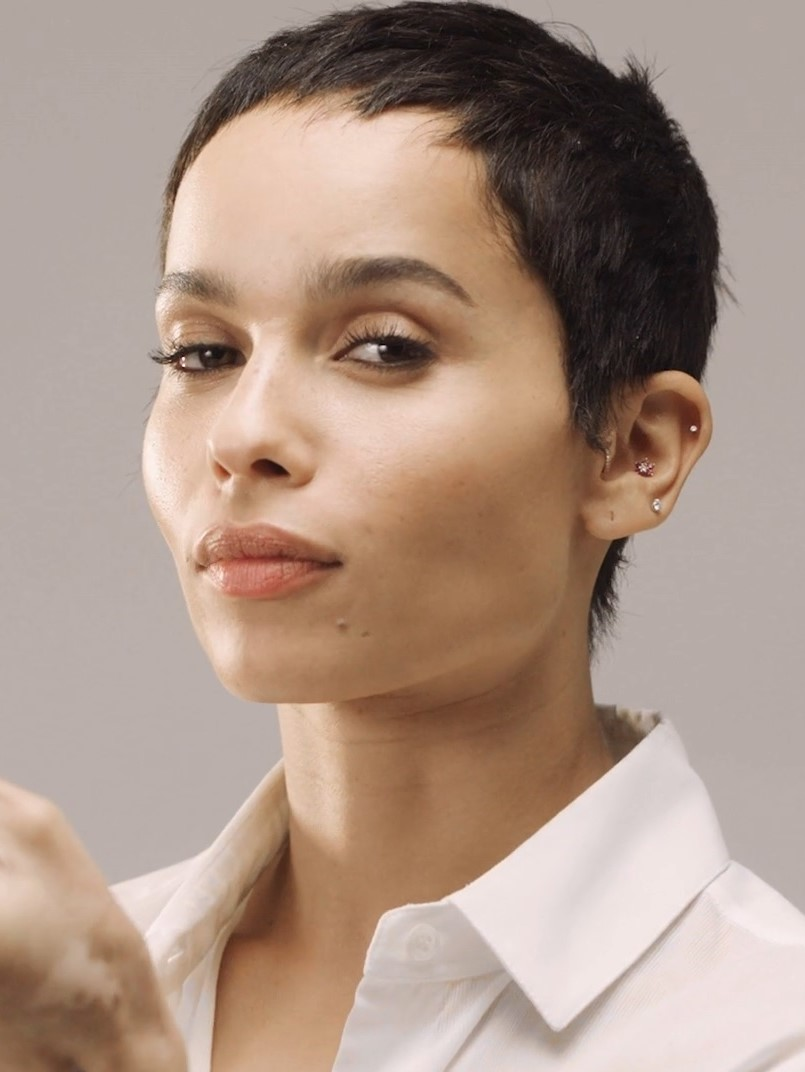
زوئه کراویتز 2020 dvna studio

تیلور سوئیفت می‌گوید هنگام تماشای قسمت ۱۲ فصل ۲ مجموعهٔ درام مد من به به‌طور اتفاقی عبارت «غبار اسطوخودوس» را پیدا کرد. او سپس شیفتهٔ معنای آن شد و منشأ آن که مربوط به دههٔ ۱۹۵۰ است را پی برد. سوئیفت سپس تشابهاتی میان این اصطلاح و رابطهٔ خود با بازیگر بریتانیایی جو آلوین دید. سوئیفت توضیح داد که این ترانه به بیان دقیق‌تر از رابطهٔ او با آلوین الهام گرفته شده‌است. برای سوئیفت، این عنوان به معنای «درخشش عشق فراگیر» بود. پس از اعلام عنوان ترانه به‌عنوان بخشی از مجموعه آشفتگی نیمه‌شب در تیک‌تاک در ۷ اکتبر ۲۰۲۲، او با توضیح بیشتر اشعار در رسانه‌های اجتماعی خود به جزئیات بیشتری پرداخت:
مثلاً، اگر در غبار اسطوخودوس بودید، آنگاه به این معنی که در آن درخشش عشق فراگیر قرار داشتید – و فکر می‌کردم که واقعاً زیبا بود. و قاعدتاً حدس می‌زنم، وقتی در «غبار اسطوخودوس» هستید، هر کاری می‌کنید تا آنجا بمانید و اجازه ندهید مردم شما را از آن توده بیرون بیاورند.— سوئیفت دربارهٔ «غبار اسطوخودوس»، اینستاگرام
این ترانه زمانی که عوامل نگارش نیمه‌شب‌ها در ۱۸ اکتبر اعلام گردید، قابل توجه شد، زیرا گروهی از ترانه‌سراهای متنوع‌تر از جمله زوئی کراویتز را در خود داشت. کراویتز قبل از این همکاری چندین سال با سوئیفت دوست بود. به‌عنوان نکته‌ای مخفی برای ترانه‌ای که در آن زمان هنوز بی‌خبر بود، سوئیفت پس از انتشار نیمه‌شب‌ها از «نسخهٔ اسطوخودوس» آلبوم رونمایی کرد که به‌طور انحصاری از طریق تارگت در دسترس بود.

## جدول
| جدول (۲۰۲۲)                                     | بالاترین جایگاه |
| ----------------------------------------------- | --------------- |
| آرژانتین (۱۰۰ آهنگ داغ آرژانتین)                | ۷۰              |
| استرالیا (ای‌آرآی‌ای)                             | ۲               |
| اتریش (او۳ تاپ ۴۰ اتریش)                        | ۱۵              |
| بلژیک (اولتراتاپ ۵۰ فلاندرز)                    | ۴۹              |
| کانادا (۱۰۰ تک‌آهنگ داغ کانادا)                  | ۲               |
| سی‌اچ‌آر/تاپ ۴۰ کانادا (بیلبورد)                  | ۴۰              |
| کرواسی (بیلبورد)                                | ۱۷              |
| جمهوری چک (۱۰۰ تک‌آهنگ دیجیتال برتر)             | ۱۸              |
| دانمارک (هیت‌لیسن)                               | ۲۷              |
| فرانسه (SNEP)                                   | ۷۸              |
| آلمان (جدول‌های رسمی آلمان)                      | ۷۱              |
| ۲۰۰ آهنگ جهانی (بیلبورد)                        | ۲               |
| یونان بین‌الملل (آی‌اف‌پی‌آی)                       | ۶               |
| هنگ کنگ (بیلبورد)                               | ۱۷              |
| مجارستان (۴۰ آهنگ جاری برتر)                    | ۲۶              |
| ایسلند (Plötutíðindi)                           | ۹               |
| هند (IMI)                                       | ۶               |
| اندونزی (بیلبورد)                               | ۲۵              |
| ایرلند (ایرما)                                  | ۲               |
| ایتالیا (FIMI)                                  | ۶۳              |
| لیتوانی (AGATA)                                 | ۱۴              |
| لوکزامبورگ (بیلبورد)                            | ۱۲              |
| مالزی (بیلبورد)                                 | ۵               |
| مالزی بین‌الملل (RIM)                            | ۴               |
| هلند (۱۰۰ تک‌آهنگ برتر)                          | ۲۲              |
| نیوزیلند (انجمن صنعت ضبط نیوزیلند)              | ۲               |
| نروژ (وی‌جی-لیستا)                               | ۱۳              |
| فیلیپین (بیلبورد)                               | ۳               |
| پرتغال (ای‌اف‌پی)                                 | ۷               |
| سنگاپور (RIAS)                                  | ۴               |
| اسلواکی (۱۰۰تای برتر دیجیتال)                   | ۲۲              |
| آفریقای جنوبی (RISA)                            | ۱۰              |
| کره جنوبی دانلود (جدول گائون)                   | ۱۸۱             |
| اسپانیا (پروموزیک)                              | ۳۶              |
| سوئد (سوئد)                                     | ۱۸              |
| سوئیس (شوایزر هیت‌پاراد)                         | ۱۸              |
| تک‌آهنگ‌های بریتانیا (اوسی‌سی)                     | ۳               |
| بیلبورد هات ۱۰۰ ایالات متحده                    | ۲               |
| ۴۰ تک‌آهنگ برتر بزرگسالان ایالات متحده (بیلبورد) | ۳۶              |
| ۴۰ آهنگ برتر جریان اصلی ایالات متحده (بیلبورد)  | ۳۱              |
| ویتنام (۱۰۰تای برتر ویتنام)                     | ۸               |

## گواهی‌نامه‌ها
| منطقه                                   | گواهی  | واحد گواهی‌شده/فروش |
| --------------------------------------- | ------ | ------------------ |
| استرالیا (آی‌اف‌پی‌آی استرالیا)            | طلا    | ۳۵٬۰۰۰             |
| کانادا (میوزیک کانادا)                  | پلاتین | ۸۰٬۰۰۰             |
| بریتانیا (بی‌پی‌آی)                       | نقره   | ۲۰۰٬۰۰۰            |
| رقم فروش+پخش جاری تنها بر پایهٔ گواهی‌ها. |        |                    |